# Rowan County (Kentucky)
Rowan County je okres amerického státu Kentucky založený v roce 1856. Správním střediskem je město Morehead. Pojmenovaný je podle senátora Johna Rowana (1773–1843).

## Sousední okresy
| Růžice kompasu | Fleming County | Lewis County            | Carter County  | Růžice kompasu |
| Růžice kompasu | Bath County    | Sever                   | Elliott County | Růžice kompasu |
| Růžice kompasu | Bath County    | Rowan County (Kentucky) | Elliott County | Růžice kompasu |
| Růžice kompasu | Bath County    | Jih                     | Elliott County | Růžice kompasu |
| Růžice kompasu | Menifee County | Morgan County           |                | Růžice kompasu |